# ۱۷ آذر
۱۷ آذر دویست و شصت و سومین روز از سال در گاه‌شماری خورشیدی است. به پایان سال ۱۰۲ روز (۱۰۳ روز در سال کبیسه) باقی‌است

## رویدادها
- ۱۳۲۱ - اوج شورش نان در تهران
- ۱۳۹۵ - سانحه ۱۷ آذر ۱۳۹۵ فروند هواپیمای آموزشی در شهر اقلید

## زادروزها
- ۱۳۱۸ - داریوش مهرجویی، فیلم‌ساز
- ۱۳۲۲ - محمدرضا اصلانی، فیلم‌ساز
- ۱۳۴۱ - سید علیرضا بهشتی، از فرزندان سید محمد بهشتی
- ۱۳۶۸ - بهداد سلیمی، وزنه‌بردار

## درگذشتگان
- ۱۳۵۱ - هوشنگ پزشک‌نیا، نقاش
- ۱۳۷۸ - حسین مکی، نماینده تهران در دوره شانزدهم مجلس شورای ملی و دوره هفدهم مجلس شورای ملی
- ۱۳۸۵ - احمد قدکچیان، بازیگر
- ۱۳۸۶ - گرشا رئوفی، بازیگر
- ۱۳۸۹ - منوچهر طبری، کارگردان
- ۱۴۰۱ - اسفندیار قره‌باغی، خواننده سرود آمریکا، آمریکا، ننگ به نیرنگ تو
- ۱۴۰۱ - رستم قاسمی، چهارمین وزیر راه و شهرسازی در زمان نظام جمهوری اسلامی ایران
- ۱۴۰۱ - محسن شکاری، از بازداشت‌شدگان خیزش ۱۴۰۱ ایران
- ۱۴۰۱ - مولوی عبدالواحد ریگی، امام جمعه سنی خاش
- ۱۴۰۱ - شادمان احمدی، از بازداشت‌شدگان خیزش ۱۴۰۱ ایران